# هيلينا أنتونيا
هيلينا أنطونيا (1550- بعد 1629)، قزم محكمة [الإنجليزية] أنثى ملتحية ولدت في لييج..عملت في بلاط الإمبراطورة ماريا الإمبراطورة الرومانية المقدسة. حظيت بتقدير كبير من قبل الملكة مارغريت ملكة إسبانيا، وشغلت أيضًا منصب السيدة المنتظرة (مساعدة شخصية ومرافقة) للملكة كونستانس ملكة النمسا وبولندا.

## وصلات خارجية
- Polska. Dzieje cywilizacji i narodu - Rzeczpospolita szlachecka, s. 17